# Jean Baptiste Hugues Pothenot de Saint-Cyr
Jean Baptiste Hugues Pothenot de Saint-Cyr, né aux alentours de 1724 à Paris et décédé le 21 juin 1784 à Mirebalais, fut un colon de Saint-Domingue, commandant du quartier du Mirebalais.

## Biographie
Il naît à Paris (paroisse Saint-Barthélémy) vraisemblablement entre 1720 et 1725, de l’union de l’architecte et conseiller du roi Gabriel Pothenot, également greffier des bâtiments royaux, et de Marie Madeleine Robillard,. 
Il est le petit-fils du mathématicien Laurent Pothenot.
Il est souvent confondu à tort avec Jean-Baptiste Pothenot (1699-1779), autre colon de Saint-Domingue, gentilhomme de la grande vénerie du roi.
Officier, ayant pris part aux campagnes de Bohême entre 1741et 1743, il vient plus tard s’établir à Saint-Domingue, et plus précisément à Saint-Marc, à partir de 1745, où il réside avec la fonction d’arpenteur du roi. Le 23 juin de la même année, il prend pour épouse Marie Louise Robinet, créole de Saint-Marc.
L’union est éphémère : en effet l’épouse de Pothenot de Saint-Cyr meurt en 1747 (âgée d’à peine 19 ans), sans avoir pu se remettre de ses couches. Elle a juste eu le temps de mettre au monde, le 27 juillet 1747, une fille prénommée Marie Louise Catherine. Cette dernière sera baptisée  après la mort de sa mère, en août 1747, en l’église de Saint-Marc. 
Pothenot de Saint-Cyr s’installe alors dans Mirebalais, le chef-lieu d'un des sept quartiers de la Province de l'est, dont il reçoit en 1748 la qualité d’aide-major par l’entremise des milices du quartier. Il atteint le grade de capitaine aide-major dès 1749. C'est à peu près l'année du grand incendie du bourg de Mirebalais, se résumant alors à une église en bois et quelques bâtisses aux toits de paille. Mirebalais est détruit par cet incendie et Pothenot de Saint-Cyr se voit alors confier la tâche d'arpenter le centre-bourg à neuf. Il redéfinit les emplacements d'une belle église (lézardée en 1770 par un tremblement de terre), de la Place d'armes et de cent six maisons.
Il convole en secondes noces avec Marie Madeleine Blanchard, veuve de dix ans son aînée et issue du quartier du Cul-de-Sac, en septembre 1750. Une fille, Marie Claudine Gabrielle, naîtra de cette union le jour de Noël 1751, mais, baptisée à la paroisse du Mirabalais en avril 1752, elle n’atteindra pas sa deuxième année et mourra en août 1753. 
En 1754, Pothenot de Saint-Cyr est nommé capitaine à la tête d’une compagnie de hussards : c’est dans ces fonctions qu’il obtient des témoignages élogieux de divers généraux, en premier lieu s’agissant de la formation, de la discipline ainsi que de la conduite de sa compagnie, érigée en modèle pour un certain nombre de quartiers. 
Les mesures de réformation touchant les milices en 1769,
il devient commandant du quartier du Mirebalais, dont il était déjà arpenteur. Nommé chevalier de l’ordre royal et militaire de Saint-Louis le 1er octobre 1778, il perd son épouse quatre ans plus tard, en novembre 1782. 
Jean Baptiste Hugues Pothenot de Saint-Cyr meurt au quartier du Mirebalais qu’il aura servi 36 ans, le 21 juin 1784.